# L'Espolsada
L'Espolsada és una llibreria ubicada a Les Franqueses del Vallès .

## Història
El febrer del 2007, Fe Fernández Villaret, traductora científica per a uns laboratoris, va obrir el negoci en un espai d'uns 70 m² (sense magatzem), mesos abans de l'esclat de la crisi i la bombolla immobiliària. El seu model de negoci és similar al d'altres llibreries com No Llegiu o La Calders, que organitzen programació cultural diversa en col·laboració amb autors, editorials i altres agents del sector cultural i on fan una selecció del seu fons, no tan estrictament relacionat amb les novetats del sector editorial o als Best sellers. Disposa de diversos clubs de lectura, tant de literatura per a adults com infantil i adolescent. Entre d'altres, estan especialitzats en l'obra de Mercè Rodoreda i en literatura de la primera meitat del segle xx. Durant els 10 primers anys d'existència els llibres més venuts van ser Primavera, estiu, etcètera, de Marta Rojals i En un lloc segur, de Wallace Stegner, seguits de l'Ànima de Wajdi Mouawad, Victus, d'Albert Sánchez Piñol, Jo confesso, de Jaume Cabré, El silenci del far, d'Albert Juvany, entre d'altres, i està especialitzada en llibres en llengua catalana.
El febrer del 2017 va celebrar 10 anys i -entre altres activitats- s'hi va celebrar un programa de Catalunya Ràdio amb motiu del Dia Mundial de la Ràdio.